# Рязань II
Рязань II — участковая железнодорожная станция II класса Московской железной дороги. Один из двух железнодорожных вокзалов города Рязани. Главный остановочный пункт на линии Москва — Ряжск (Рязанское направление МЖД).
Станция является стыковочной для разных типов тока: к Ряжску — переменный, к Москве — постоянный. Поезда на локомотивной тяге делают на станции продолжительную остановку (23 минуты) для смены электровоза, за исключением скорых и фирменных поездов с графиком, который подразумевает использование двухсистемного электровоза в пути. В таком случае остановка может и не осуществляться, либо осуществляться для смены рода тока. 
На станции останавливаются поезда дальнего следования направлением на Москву, Адлер, Махачкалу, Берлин, Ростов-на-Дону, Владикавказ, Архангельск, Череповец, Анапу, Пензу, Новороссийск, Астрахань, Саратов, Мурманск, Печору, Кострому, Туапсе, Воронеж, Тамбов, Кисловодск, Душанбе, Худжанд, Назрань, Грозный, Орск, Санкт-Петербург, Нижний Новгород, Нальчик, Сосногорск, Симферополь. Пригородные поезда следуют до станций Ряжск I, Москва (Казанский вокзал), Голутвин.

## Дальнее сообщение
По состоянию на июнь 2021 года через станцию курсируют следующие поезда дальнего следования:
| Круглогодичное обращение поездов   | Круглогодичное обращение поездов | Круглогодичное обращение поездов   | Круглогодичное обращение поездов |
| № поезда                           | Маршрут движения                 | № поезда                           | Маршрут движения                 |
| ---------------------------------- | -------------------------------- | ---------------------------------- | -------------------------------- |
| 3 «Кавказ»                         | Кисловодск — Москва              | 4 «Кавказ»                         | Москва — Кисловодск              |
| 3 «Двухэтажный состав»             | Кисловодск — Москва              | 4 «Двухэтажный состав»             | Москва — Кисловодск              |
| 7                                  | Севастополь — Санкт-Петербург    | 8                                  | Санкт-Петербург — Севастополь    |
| 11                                 | Анапа — Москва                   | 12                                 | Москва — Анапа                   |
| 19 «Тихий Дон»                     | Ростов-на-Дону — Москва          | 20 «Тихий Дон»                     | Москва — Ростов-на-Дону          |
| 27 «Таврия Двухэтажный»            | Симферополь — Москва             | 28 «Таврия Двухэтажный»            | Москва — Симферополь             |
| 29 «Премиум»                       | Новороссийск — Москва            | 30 «Премиум»                       | Москва — Новороссийск            |
| 33 «Осетия»                        | Владикавказ — Москва             | 34 «Осетия»                        | Москва — Владикавказ             |
| 35 «Северная Пальмира Двухэтажный» | Адлер — Санкт-Петербург          | 36 «Северная Пальмира Двухэтажный» | Санкт-Петербург — Адлер          |
| 45                                 | Тамбов — Москва                  | 46                                 | Москва — Тамбов                  |
| 69                                 | Липецк — Москва                  | 70                                 | Москва — Липецк                  |
| 79                                 | Адлер — Архангельск              | 80                                 | Архангельск — Адлер              |
| 85                                 | Махачкала — Москва               | 86                                 | Москва — Махачкала               |
| 87                                 | Адлер — Нижний Новгород          | 88                                 | Нижний Новгород — Адлер          |
| 93                                 | Пенза — Москва                   | 94                                 | Москва — Пенза                   |
| 99                                 | Кисловодск — Нижний Новгород     | 100                                | Нижний Новгород — Кисловодск     |
| 101 «Премиум»                      | Адлер — Москва                   | 102 «Премиум»                      | Москва — Адлер                   |
| 103 «Двухэтажный состав»           | Адлер — Москва                   | 104 «Двухэтажный состав»           | Москва — Адлер                   |
| 109                                | Астрахань — Санкт-Петербург      | 110                                | Санкт-Петербург — Астрахань      |
| 121                                | Пенза — Москва                   | 122                                | Москва — Пенза                   |
| 125                                | Новороссийск — Москва            | 126                                | Москва — Новороссийск            |
| 131                                | Орск — Москва                    | 132                                | Москва — Орск                    |
| 133                                | Дербент — Москва                 | 134                                | Москва — Дербент                 |
| 145 «Ингушетия»                    | Назрань — Москва                 | 146 «Ингушетия»                    | Москва — Назрань                 |
| 305                                | Сухум — Москва                   | 306                                | Москва — Сухум                   |
| 319                                | Куляб — Москва                   | 320                                | Москва — Куляб                   |
| 329                                | Душанбе — Москва                 | 330                                | Москва — Душанбе                 |
| 359                                | Худжанд — Москва                 | 360                                | Москва — Худжанд                 |
| 381                                | Грозный — Москва                 | 382                                | Москва — Грозный                 |
| 737 «Двухэтажный состав»           | Воронеж — Москва                 | 738 «Двухэтажный состав»           | Москва — Воронеж                 |
| 739 «Двухэтажный состав»           | Воронеж — Москва                 | 740 «Двухэтажный состав»           | Москва — Воронеж                 |

| Сезонное обращение поездов | Сезонное обращение поездов   | Сезонное обращение поездов | Сезонное обращение поездов   |
| № поезда                   | Маршрут движения             | № поезда                   | Маршрут движения             |
| -------------------------- | ---------------------------- | -------------------------- | ---------------------------- |
| 151                        | Анапа — Москва               | 152                        | Москва — Анапа               |
| 155                        | Анапа — Москва               | 156                        | Москва — Анапа               |
| 187                        | Новороссийск — Архангельск   | 188                        | Архангельск — Новороссийск   |
| 201                        | Имеретинский курорт — Москва | 202                        | Москва — Имеретинский курорт |
| 221                        | Анапа — Архангельск          | 222                        | Архангельск — Анапа          |
| 225                        | Адлер — Мурманск             | 226                        | Мурманск — Адлер             |
| 245                        | Ейск — Санкт-Петербург       | 246                        | Санкт-Петербург — Ейск       |
| 257                        | Адлер — Печора               | 258                        | Печора — Адлер               |
| 261                        | Адлер — Архангельск          | 262                        | Архангельск — Адлер          |
| 267                        | Новороссийск — Сосногорск    | 268                        | Сосногорск — Новороссийск    |
| 281                        | Адлер — Череповец            | 282                        | Череповец — Адлер            |
| 283                        | Анапа — Череповец            | 284                        | Череповец — Анапа            |
| 285                        | Новороссийск — Мурманск      | 286                        | Мурманск — Новороссийск      |
| 495                        | Адлер — Кострома             | 496                        | Кострома — Адлер             |
| 539                        | Анапа — Кострома             | 540                        | Кострома — Анапа             |
| 541                        | Адлер — Москва               | 542                        | Москва — Адлер               |